# Hampstead (métro de Londres)
Pour les articles homonymes, voir Hampstead.
Hampstead est une station de la Northern line, branche Edgware, du métro de Londres, en zone 2 & 3. Elle est située sur la Hampstead High Street, à Hampstead, sur le territoire du borough londonien de Camden.

## Situation sur le réseau
Située sur la Northern line, Hampstead est la station de métro la plus profonde du réseau de Londres, à 58,5 m sous la terre.

## Histoire
La station Hampstead est mise en service le 22 juin 1907 sur la Charing Cross, Euston and Hampstead Railway, qui est devenu la Northern line en 1937.

## Services aux voyageurs

### Desserte

Installations et desserte
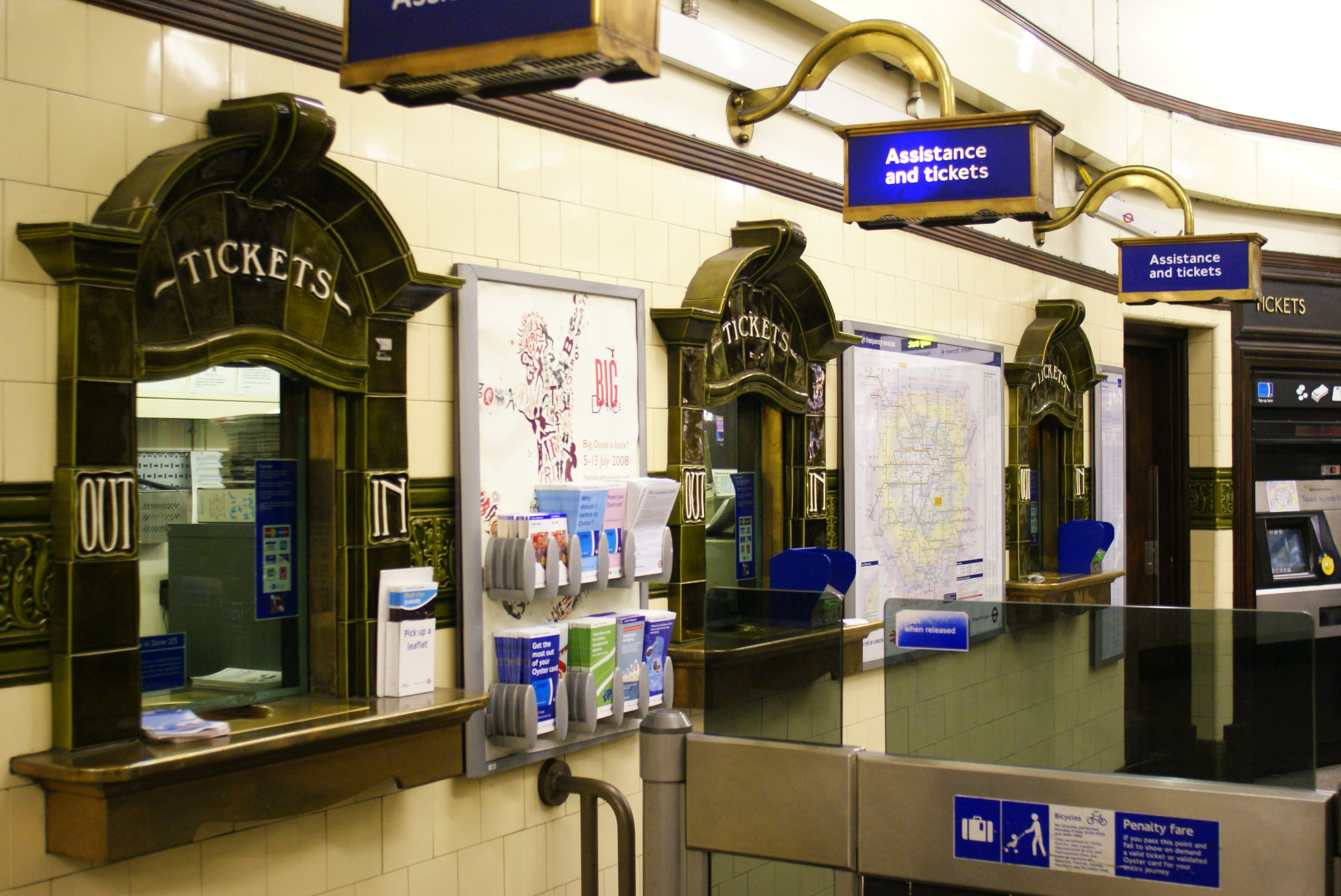
Tickets.
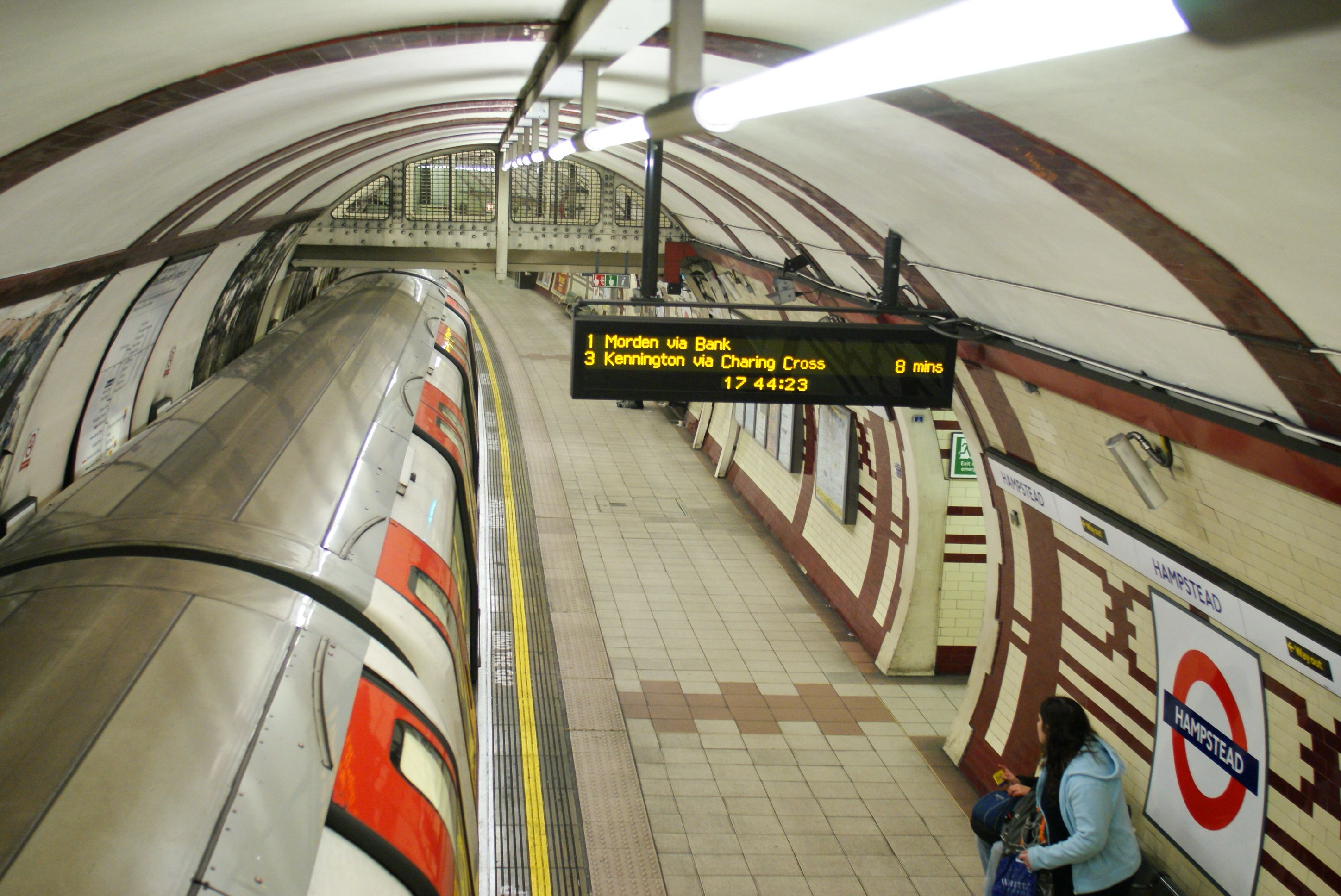
Quai.
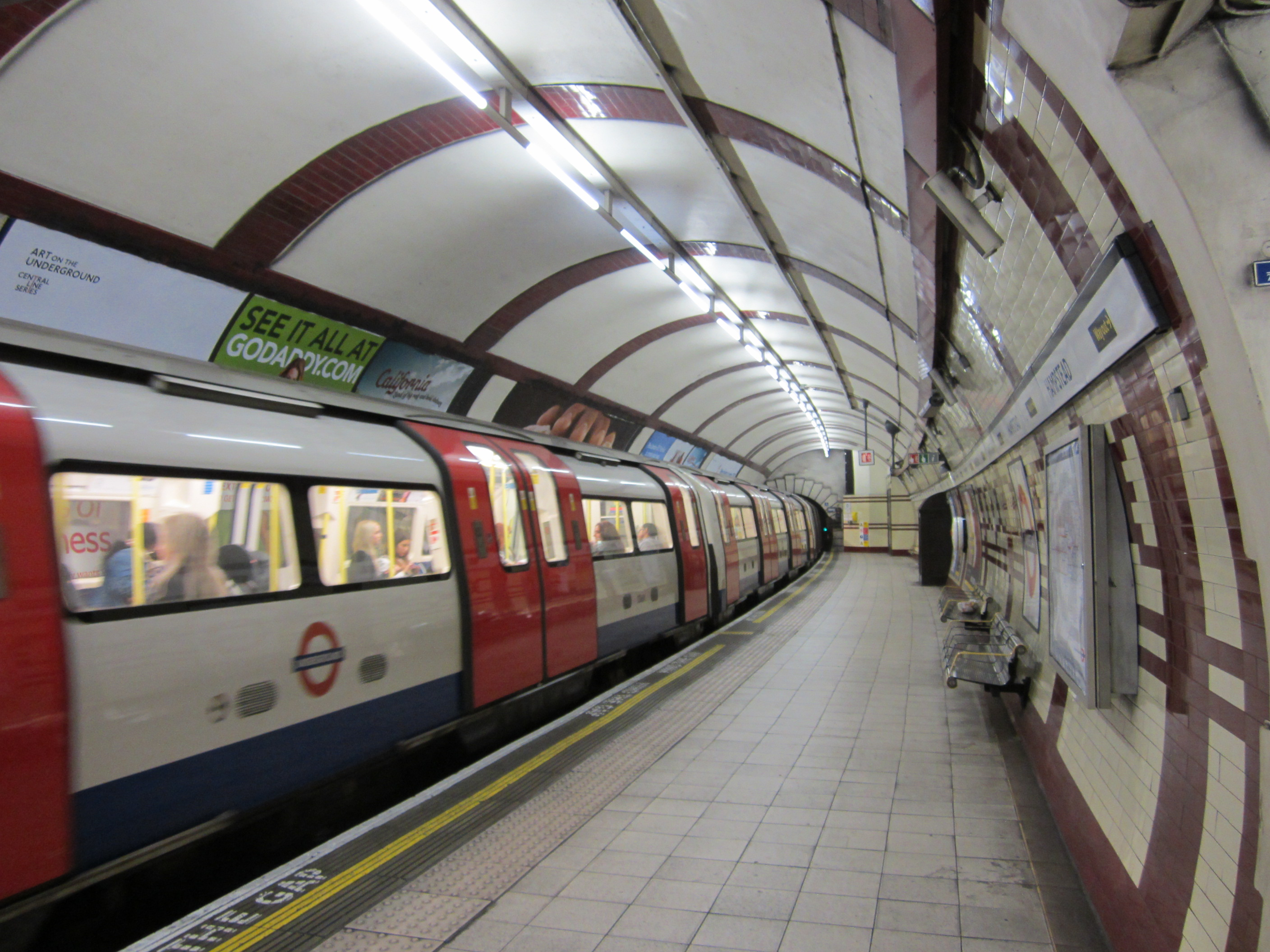
Desserte.

## À proximité
- Hampstead